# Метълисти
Метълисти или срещано още като метъли (на английски: metalheads), е популярно наименование за хората, слушащи хевиметъл и принадлежащи към неговата субкултура.
По време на концерти, някои движения на тялото са универсални в метъл културата, като хедбенгинг – „удар с глава“ (англ. Headbanging), „скачането от сцена“ (stage diving), погото (moshing, pitting), сърфиране и скачането в публиката (crowd surfing) и свиренето на невидима китара – „въздушна китара“ (air guitar). Също така се намират и различни жестове с ръка като козата.

## 1980-те години
Хевиметъл облеклото в началото на 1980-те се състоят предимно от светли дънки, кубинки, черни тениски и кожени якета с шипове по ръкавите и пришити ленти. Дългата коса е почти задължителна.

## 1990-те години
През 1990-те метъл модата се изменя, в съответствие с появата на нови екстремни подстилове на метъла, като дет метъл, блек метъл, груув метъл и грайндкор, както и под въздействието на грънджа и готик метъла. Черното идва повече на преден план и черните дънки и камуфлажни панталони бавно заместват сините дънки, които сега представляват стила на 80-те.
Въпреки че дългата коса остава неразделен елемент на хевиметъл културата, през 90-те се приема и късата коса или бръсната глава, най-вече под влиянието на Metallica, Кери Кинг от Slayer и Фил Анселмо от Pantera. За разлика от метълите от 80-те, които най-често се бръснели или били с мустаци, през 90-те брадите стават популярни, особено така наречената „козя брадичка“.